# Mauléon (Deux-Sèvres)
Mauléon is een gemeente in het Franse departement Deux-Sèvres (regio Nouvelle-Aquitaine). De plaats maakt deel uit van het arrondissement Bressuire en van het gemeentelijk samenwerkingsverband Communauté d'Agglomération du Bocage Bressuirais (Agglo2b). Mauléon telde op 1 januari 2022 8.585 inwoners.

## Geschiedenis
Mauléon is in de elfde eeuw ontstaan bij de augustijner Abdij Sainte-Trinité en een kasteel dat werd gebouwd op een rots die uitkijkt op de vallei van de Ouin. De heren van Mauléon bekleedden een voorname plaats in Poitou van de elfde tot de dertiende eeuw. Een van hen was Savary de Mauléon die aan het begin van de dertiende eeuw een belangrijke rol speelde in de strijd tussen de Franse en Engelse koningen. Mauléon was een ommuurde stad. Buiten deze omwalling, langs de Ouin ontstonden buitenwijken waaronder de Faubourg Saint-Jouin waar leder werd gelooid en verwerkt.
Tijdens de Hugenotenoorlogen waren Mauléon en zijn kasteel een strijdtoneel. In 1642 beval kardinaal de Richelieu de afbraak van de stadsmuren van Mauléon. In 1736 verwierf de hertog van Châtillon de baronie Mauléon en hij gaf de stad de naam Châtillon. Hij liet de donjon van het kasteel afbreken en een gerechtsgebouw bouwen op het kasteelplein. Tijdens de Franse Revolutie was de stad, die toen Châtillon-sur-Sèvre heette, van 1793 tot 1796 het hoofdkwartier van het Katholiek en Koninklijk Leger, dat de Opstand in de Vendée steunde.
Van de jaren 1930 tot de jaren 1960 had Châtillon-sur-Sèvre een grote veemarkt. In 1965 fuseerden de gemeenten Châtillon-sur-Sèvre en Saint-Jouin-sous-Châtillon en namen de historische naam Mauléon aan. En in 1973 volgde er een fusie met de gemeenten La Chapelle-Largeau, Le Temple, Loublande, Moulins, Rorthais en Saint-Aubin-de-Baubigné die het statuut van commune associée kregen.

## Geografie
De oppervlakte van Mauléon bedroeg op 1 januari 2022 120,64 vierkante kilometer; de bevolkingsdichtheid was toen 71,2 inwoners per km². De Ouin, een zijrivier van de Sèvre Nantaise, stroomt door de gemeente.
De onderstaande kaart toont de ligging van Mauléon met de belangrijkste infrastructuur en aangrenzende gemeenten.

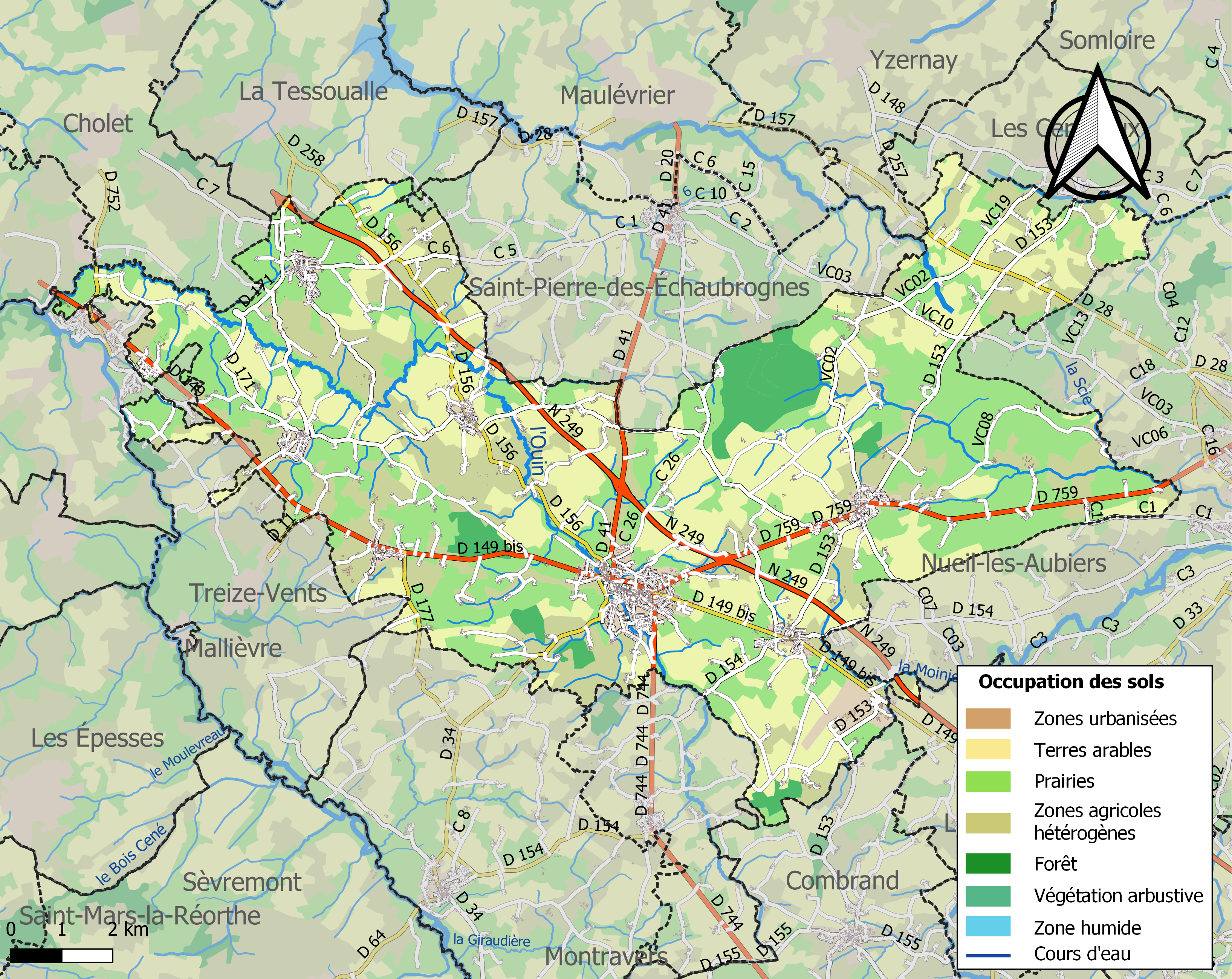

## Demografie
Onderstaande figuur toont het verloop van het inwonertal (bron: INSEE-tellingen).

## Bezienswaardigheden

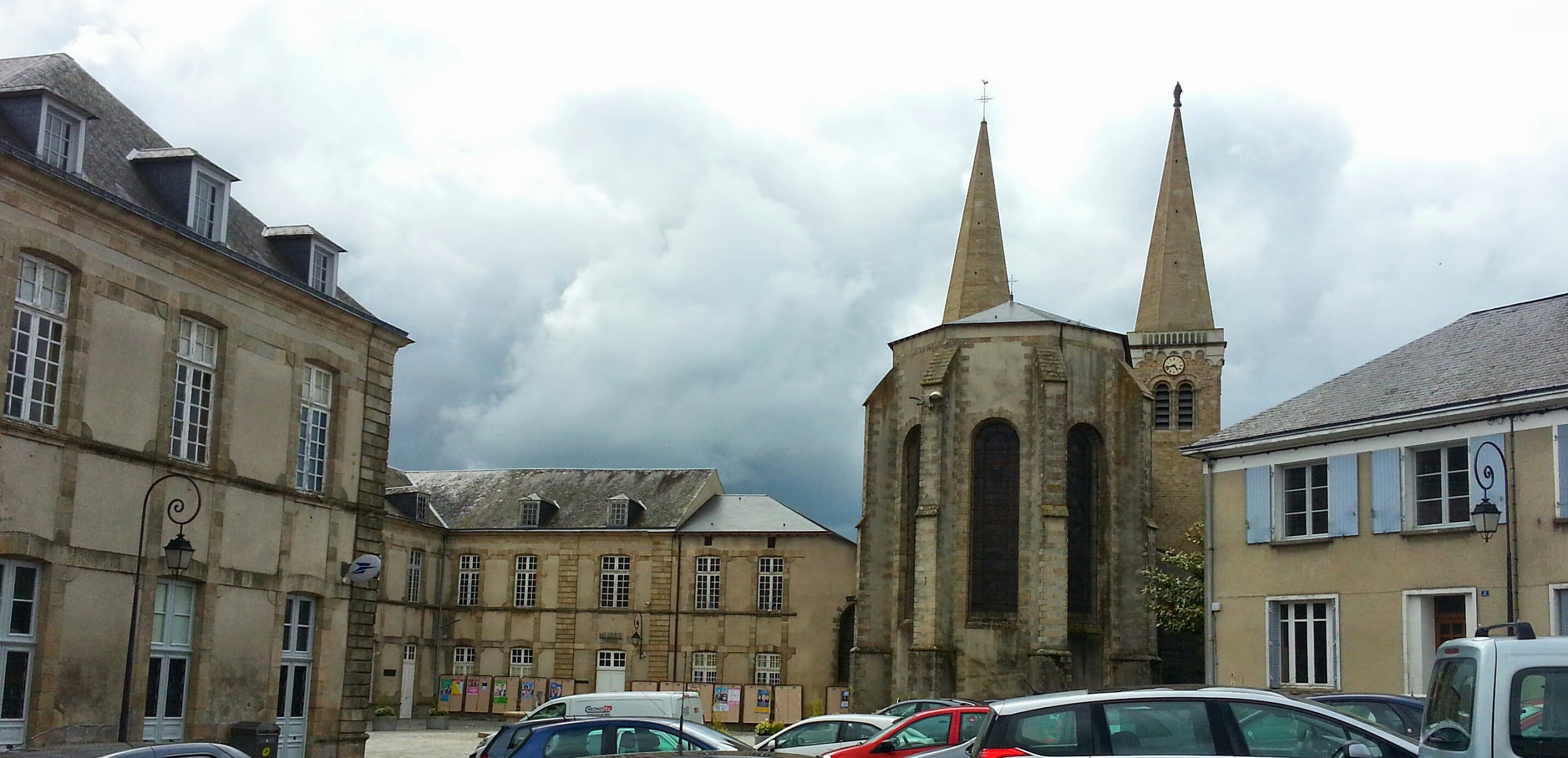
Sainte-Trinité

Het gemeentehuis en het geschiedkundig museum BRHAM zijn gevestigd in de achttiende-eeuwse gebouwen van de voormalige Abdij Sainte-Trinité. Na de Franse Revolutie werd de abdij opgeheven. De zeventiende-eeuwse abdijkerk werd de parochiekerk. De kerk werd in de negentiende eeuw nog vergroot. Van het kasteel van Mauléon is de twaalfde-eeuwse toegangspoort bewaard gebleven.